# Pasión Morena
Pasión Morena è una telenovela messicana prodotta da TV Azteca in collaborazione con Telefe dal 25 maggio 2009 al 5 febbraio 2010 e con protagonisti Paola Núñez e Víctor González.
In Italia viene trasmessa in lingua originale su Lady Channel dal 2 gennaio al 28 giugno 2010 e su Vero Capri dal 4 marzo al 30 settembre 2013. Dal 2 febbraio 2015 viene trasmessa per la prima volta doppiata in italiano su Mediaset Extra. 

## Trama
Leo Hernández è un ragazzo di 28 anni cresciuto nella foresta Lacandona da un uomo che credeva essere suo padre, il quale gli ha insegnato come sopravvivere nella foresta. Anche se sa leggere e scrivere, Leo rinnega la cultura e la sua rudezza non gli ha mai permesso di potersi innamorare di qualcuno con cui formare una famiglia.
Morena Madrigal, è una ragazza venticinquenne che ha studiato a New York ed è "tecnologicamente dipendente". Sfortunata nei sentimenti, si innamora sempre degli uomini sbagliati. Morena fa un viaggio nella foresta Lacandona ed incontra Leo, ma la relazione fra i due non può funzionare perché sono molto diversi fra loro.
Dopodiché lei si reca a Città del Messico alla ricerca di suo nonno ed inizia a lavorare presso le imprese Sirenio. Allo stesso tempo, Leo scopre che l'uomo che lo ha cresciuto non è suo padre e che il suo vero cognome è Sirenio: va a Città del Messico alla ricerca della sua vera famiglia e, proprio in casa Sirenio, si rincontra con Morena. Lei gli insegnerà come comportarsi in città e, nonostante le enormi differenze, si innamoreranno perdutamente l'uno dell'altra.

## Curiosità
- Pasión Morena, dopo Mientras haya vida, è la seconda telenovela arrivata in Italia senza doppiaggio, ma con sottotitoli in italiano e un riassunto in italiano della puntata precedente, con la voce di Anna Radici, curato dalla Deltafilm.
- Nel 2015 Mediaset ha acquistato i diritti della serie che viene trasmessa doppiata in italiano dal 2 febbraio 2015 su Mediaset Extra.